# リプリー (映画)
『リプリー』（The Talented Mr. Ripley）は、1999年のアメリカ合衆国の犯罪映画。監督はアンソニー・ミンゲラ、出演はマット・デイモン、グウィネス・パルトロー、ジュード・ロウ、ケイト・ブランシェット、フィリップ・シーモア・ホフマンなど。原作は1960年のフランス・イタリア合作映画『太陽がいっぱい』と同一であるパトリシア・ハイスミスの同名小説だが、より原作に忠実なプロットとなっている。主人公トム・リプリーのその後を描いた作品として『リプリーズ・ゲーム』などが映画化されている。
第72回アカデミー賞で脚色賞、助演男優賞（ジュード・ロウ）、作曲賞、美術賞、衣裳デザイン賞にノミネートされている。

## ストーリー
1950年代のニューヨーク。貧しく孤独な青年トム・リプリーは、ピアノ弾きの代役として出向いたパーティで、借りて着ていたジャケットのために、大富豪のグリーンリーフに息子のディッキーと同じプリンストン大学の卒業生と間違われる。とっさにディッキーの友人を装ったトムは、グリーンリーフにすっかり気に入られ、地中海で遊び呆けているディッキーを連れ戻すように依頼される。これをチャンスと思ったトムは、ジャズが好きというディッキーと話を合わせるためにジャズに関する知識を猛勉強し、イタリアに向かう。
イタリアに着いたトムは、大学の友人を装いディッキーに近づく。父親に依頼されて自分を連れ帰ろうとしているトムに、はじめは反発していたディッキーだったが、トムがジャズに詳しいことを知ると、周りにいないタイプの人間という物珍しさもあり、トムを連れ回して遊ぶようになる。豪華で贅沢なバカンスを共に過ごすうちに、傲慢で身勝手だが魅力的なディッキーにトムは憧れ以上の愛情を抱き始める。しかし、トムの物珍しさにも飽きたディッキーは徐々にトムの存在が疎ましくなる。そして遂にディッキーから激しい罵りの言葉で別れを告げられたトムは発作的にディッキーを殺してしまう。
ホテルに戻ったトムはフロント係にディッキーと間違われたことから、ディッキーになりすますことを思いつく。トムとディッキーの二重生活を巧みにこなし、悠々自適な生活を続けるトムだったが、ディッキーの旧友フレディが現れ、トムを怪しんだことから、フレディを事故に見せかけ殺害する。
ディッキーとしてフレディ殺害容疑をかけられたトムは、ディッキーがフレディ殺害を苦にして自殺したように見せかける。ディッキーの恋人マージはトムを怪しむが、ディッキーが過去に酷い暴行事件を起こしたことがあるため、ディッキーの父親はディッキーがフレディを殺して自殺したと信じるとともに、この件を内密にすることを条件に、ディッキーが受け取るはずだった仕送りをトムが受け取ることになる。一方、トムは以前マージをエスコートしていた青年ピーターと愛し合うようになり、2人で船旅に出る。しかし、その船でトムは、かつてニューヨークからイタリアに向かう船でディッキーのフリをして知り合った名家の令嬢メレディスと出会ってしまう。そして、いまだにトムをディッキーと信じて愛しているメレディスとキスしているところを、メレディスと知り合いであるピーターに見られる。嘘をつき続けることに苦しむトムは愛するピーターをも手にかける。

## キャスト
トム・リプリー
演 - マット・デイモン
ニューヨークに住む貧しく孤独な青年。劇場でボーイとして働いている。
ディッキー・グリーンリーフ
演 - ジュード・ロウ
造船業の大富豪の息子。ジャズが好き。イタリアで放蕩生活を送っている。
マージ・シャーウッド
演 - グウィネス・パルトロー
イタリアでディッキーと暮らしている恋人。物書き。
メレディス・ローグ
演 - ケイト・ブランシェット
富豪ローグ家の令嬢。トムと同時期にニューヨークから欧州に旅立つ。
フレディ・マイルズ
演 - フィリップ・シーモア・ホフマン
ディッキーの友人。メレディスとも知り合い。
ピーター・スミス＝キングスレー
演 - ジャック・ダヴェンポート
マージやメレディスの友人。
ハーバート・グリーンリーフ
演 - ジェームズ・レブホーン
ディッキーの父親。造船会社の社長。
ロヴェリーニ
演 - セルジオ・ルビーニ
警部。
アルヴィン・マッキャロン
演 - フィリップ・ベイカー・ホール
私立探偵。
ジョーン
演 - セリア・ウェストン
メレディスの叔母。
シルヴァーナ
演 - ステファニア・ロッカ
ディッキーの浮気相手。
エミリー・グリーンリーフ
演 - リサ・アイクホーン
ディッキーの母親。

### 日本語吹替
| 役名                           | 俳優                           | 日本語吹替 | 日本語吹替   |
| 役名                           | 俳優                           | ソフト版   | テレビ朝日版 |
| ------------------------------ | ------------------------------ | ---------- | ------------ |
| トム・リプリー                 | マット・デイモン               | 石田彰     | 水島裕       |
| マージ・シャーウッド           | グウィネス・パルトロー         | 渡辺美佐   | 日野由利加   |
| ディッキー・グリーンリーフ     | ジュード・ロウ                 | 大場真人   | 平田広明     |
| メレディス・ローグ             | ケイト・ブランシェット         | 沢海陽子   | 塩田朋子     |
| フレディ・マイルズ             | フィリップ・シーモア・ホフマン | 井上智之   | 坂口候一     |
| ピーター・スミス＝キングスレー | ジャック・ダヴェンポート       | 遠藤純一   | 宮本充       |
| ハーバート・グリーンリーフ     | ジェームズ・レブホーン         | 大木民夫   | 稲垣隆史     |
| ロヴェリーニ警部               | セルジオ・ルビーニ             | 原康義     |              |
| アルヴィン・マッキャロン       | フィリップ・ベイカー・ホール   | 小関一     |              |

- ソフト版：VHS・DVD・Blu-ray Disc収録

その他出演：磯辺万沙子、彩木香里
演出：二瓶紀六、翻訳：尾形由美、制作：松竹株式会社、日本語版制作：東北新社
- テレビ朝日版：初回放送2003年1月19日『日曜洋画劇場』

## スタッフ
- 監督・脚本：アンソニー・ミンゲラ
- 製作：ウィリアム・ホーバーグ（英語版）、トム・スターンバーグ
- 撮影：ジョン・シール
- 衣装デザイン：ゲイリー・ジョーンズ、アン・ロス
- 音楽：ガブリエル・ヤレド

## 作品の評価

### 映画批評家によるレビュー
Rotten Tomatoesによれば、批評家の一致した見解は「マット・デイモンの不安にさせる演技がアンソニー・ミンゲラ監督の艶やかな演出と好対照をなす、ダークなツイストを効かせており、『リプリー』は長く尾を引くサスペンススリラーとなっている。」であり、134件の評論のうち高評価は84%にあたる112件で、平均点は10点満点中7.3点となっている。
Metacriticによれば、35件の評論のうち、高評価は31件、賛否混在は2件、低評価は2件で、平均点は100点満点中76点となっている。
ロジャー・イーバートはこの作品に4つ星のうち4つを与え、「知的なスリラー」であり、「トム・リプリーに共感させるという点では、陰湿なものである。彼は怪物だが、私たちは彼に逃げ切ってほしいと思ってしまう。」と評した。ニューヨーク・タイムズの批評でジャネット・マスリンはローの演技を賞賛し、「本作は、類まれな才能を持つ英国人俳優ジュード・ロウにとって、スターとなるにふさわしい役柄である。圧倒的な美貌に加え、ディッキーが知り合うすべての男女から熱烈な求愛を受けるような、マニアックでいじわるな操作力を備えているのだ。」と述べた。エンターテインメント・ウィークリーはこの映画に「A-」の評価を与え、リサ・シュワルツバウムは次のように書いている。「デイモンがこの役を演じるのは当然だが、彼の人懐っこい少年らしさに癒される観客にとってはハードルが高い。...デイモンの輝く笑顔がほんの数秒長く続き、彼のイーグルスカウトの目が、イノセントな若者の穏やかな視線よりほんの少し長く向けられるとき、その演技が驚くほどうまく機能する。その不透明さの中に、私たちは恐怖を見るのだ」。
サイト＆サウンド誌のシャーロット・オサリバン氏は、「緊張感のある厄介なスリラーで、テンポの問題（中間部が長引く）といくつかのありえない人物設定（メレディスのリプリーへの執着は納得できない）により損なわれたが、鮮やかで悲惨な人生に満ちている」と書いている。タイム誌はその年のベスト10作品のひとつに挙げ、「パトリシア・ハイスミスの犯罪小説を巧妙にアレンジした作品」と評した。ジェームズ・ベラーディネリは4つ星のうち2つ半を与え、「視聴者の注意を引きつける」「堅実な映画化」としながらも、「デイモンの弱い演技」と「15分ほど長すぎる上映時間」を批判した。ベラーディネリは、4つ星を付けた昔のバージョン『太陽がいっぱい』と比較して難点を指摘した。彼は「リメイク版はパトリシア・ハイスミスの原作に立ち返った。その結果、ハイスミスの本の出来事に間違いなく忠実ではあるものの、大きく見劣りすることになった。『太陽がいっぱい』と比べると、見劣りするとしか言いようがない。ルネ・クレマン監督の1960年の作品は、撮影、演技、脚本など、ほとんどすべての面でミンゲラ監督の1999年版より優れている。マット・デイモンがトム・リプリーを演じることは可能かもしれないが、それはアラン・ドロンの演技を観たことがない人たちにしか通用しない。」と書いている。
ニューヨーク・オブザーバー紙の批評で、アンドリュー・サリスは次のように書いている。「バランス的には、『リプリー』は最終目的地よりも、その紛れもなく楽しい旅のために見る価値がある。しかし、この映画には、反ハリウッドの洗練された味覚の持ち主にとってさえも、酸っぱすぎる後味が残るのだ。」と述べている。ガーディアン誌のレビューで、ピーター・ブラッドショーは、「『リプリー』は、「魅力的な人は何か隠している」という偉大な真理を独創的に説いた作品として始まる。すなわち、他者に完全に依存していることだ。そしてスリルと説得力のないスリラー、不可解な人物研究として終わっている。」と書いている。エイミー・タウビンはヴィレッジ・ヴォイス紙の批評で、ミンゲラを「興行収入から目を離さない芸術映画監督気取り」と批判し、「そのような複雑さに自分が巻き込まれることを許さない彼は『リプリー』を観光客向けの派手な罠のような映画にしてしまった。その効果は、むしろアドリア海を見下ろすカフェで『ナショナル・エンクワイアラー』（米国のタブロイド紙）を読んでいるようなものだ」と述べた。
監督のフロリアン・ヘンケル・フォン・ドナースマルクは、本作を自分の好きな映画の1つに挙げている。彼はこの映画の作曲家ガブリエル・ヤレドを雇い、自身の映画『善き人のためのソナタ』のテーマ曲を書かせ、撮影監督のジョン・シールを雇って、2作目の長編『ツーリスト』に取り組ませた。

### 受賞歴
| 映画賞                                           | 部門                                   | 対象                                                                          | 結果       | Ref.   |
| ------------------------------------------------ | -------------------------------------- | ----------------------------------------------------------------------------- | ---------- | ------ |
| アカデミー賞                                     | 助演男優賞                             | ジュード・ロウ                                                                | ノミネート | [ 16 ] |
| アカデミー賞                                     | 脚色賞                                 | アンソニー・ミンゲラ                                                          | ノミネート | [ 16 ] |
| アカデミー賞                                     | 作曲賞                                 | ガブリエル・ヤレド                                                            | ノミネート | [ 16 ] |
| アカデミー賞                                     | 美術賞                                 | ロイ・ウォーカー (アートディレクター) ブルーノ・チェザリ (セットデコレーター) | ノミネート | [ 16 ] |
| アカデミー賞                                     | 衣装デザイン賞                         | アン・ロス ゲイリー・ジョーンズ                                               | ノミネート | [ 16 ] |
| 英国アカデミー賞                                 | 作品賞                                 | ウィリアム・ホーバーグ トム・スタンバーグ                                     | ノミネート | [ 17 ] |
| 英国アカデミー賞                                 | 監督賞                                 | アンソニー・ミンゲラ                                                          | ノミネート | [ 17 ] |
| 英国アカデミー賞                                 | 助演男優賞                             | ジュード・ロウ                                                                | 受賞       | [ 17 ] |
| 英国アカデミー賞                                 | 助演女優賞                             | ケイト・ブランシェット                                                        | ノミネート | [ 17 ] |
| 英国アカデミー賞                                 | 脚色賞                                 | アンソニー・ミンゲラ                                                          | ノミネート | [ 17 ] |
| 英国アカデミー賞                                 | 撮影賞                                 | ジョン・シール                                                                | ノミネート | [ 17 ] |
| 英国アカデミー賞                                 | 作曲賞                                 | ガブリエル・ヤレド                                                            | ノミネート | [ 17 ] |
| ベルリン国際映画祭                               | 金熊賞                                 | アンソニー・ミンゲラ                                                          | ノミネート |        |
| クリティクス・チョイス・アワード                 | 作品賞                                 | 『リプリー』                                                                  | ノミネート |        |
| クリティクス・チョイス・アワード                 | 作曲賞                                 | ガブリエル・ヤレド                                                            | 受賞       |        |
| シカゴ映画批評家協会賞                           | 撮影賞                                 | ジョン・シール                                                                | ノミネート |        |
| エンパイア・アワード                             | 最優秀英国男優賞                       | ジュード・ロウ                                                                | ノミネート |        |
| ゴールデングローブ賞                             | 作品賞（ドラマ部門）                   | 『リプリー』                                                                  | ノミネート | [ 18 ] |
| ゴールデングローブ賞                             | 主演男優賞 (ドラマ部門)                | マット・デイモン                                                              | ノミネート | [ 18 ] |
| ゴールデングローブ賞                             | 助演男優賞                             | ジュード・ロウ                                                                | ノミネート | [ 18 ] |
| ゴールデングローブ賞                             | 監督賞                                 | アンソニー・ミンゲラ                                                          | ノミネート | [ 18 ] |
| ゴールデングローブ賞                             | 作曲賞                                 | ガブリエル・ヤレド                                                            | ノミネート | [ 18 ] |
| ラスベガス映画批評家協会賞                       | 作品賞                                 | 『リプリー』                                                                  | ノミネート |        |
| ラスベガス映画批評家協会賞                       | 監督賞                                 | アンソニー・ミンゲラ                                                          | ノミネート |        |
| ラスベガス映画批評家協会賞                       | 主演男優賞                             | マット・デイモン                                                              | ノミネート |        |
| ラスベガス映画批評家協会賞                       | 脚色賞                                 | アンソニー・ミンゲラ                                                          | ノミネート |        |
| ラスベガス映画批評家協会賞                       | 作曲賞                                 | ガブリエル・ヤレド                                                            | ノミネート |        |
| ラスベガス映画批評家協会賞                       | 撮影賞                                 | ジョン・シール                                                                | ノミネート |        |
| ロンドン映画批評家協会賞                         | 助演男優賞                             | ジュード・ロウ                                                                | ノミネート |        |
| ロンドン映画批評家協会賞                         | 脚本賞                                 | アンソニー・ミンゲラ                                                          | ノミネート |        |
| MTVムービー&TVアワード                           | ベスト・ミュージカル・シーケンス       | マット・デイモン ロザリオ・フィオレロ ジュード・ロウ                          | ノミネート |        |
| MTVムービー&TVアワード                           | 最優秀悪役賞                           | マット・デイモン                                                              | ノミネート |        |
| ナショナル・ボード・オブ・レビュー賞             | 映画ベストテン                         | 『リプリー』                                                                  | ノミネート | [ 19 ] |
| ナショナル・ボード・オブ・レビュー賞             | 監督賞                                 | アンソニー・ミンゲラ                                                          | 受賞       | [ 19 ] |
| ナショナル・ボード・オブ・レビュー賞             | 助演男優賞                             | フィリップ・シーモア・ホフマン                                                | 受賞       | [ 19 ] |
| オンライン映画批評家協会賞                       | 脚色賞                                 | アンソニー・ミンゲラ                                                          | ノミネート |        |
| サテライト賞                                     | 作品賞                                 | 『リプリー』                                                                  | ノミネート |        |
| サテライト賞                                     | 監督賞                                 | アンソニー・ミンゲラ                                                          | ノミネート |        |
| サテライト賞                                     | 助演男優賞                             | ジュード・ロウ                                                                | ノミネート |        |
| サテライト賞                                     | 脚色賞                                 | アンソニー・ミンゲラ                                                          | ノミネート |        |
| サテライト賞                                     | 撮影賞                                 | ジョン・シール                                                                | ノミネート |        |
| サテライト賞                                     | 編集賞                                 | ウォルター・マーチ                                                            | ノミネート |        |
| ティーン・チョイス・アワード                     | チョイス・ムービー男優                 | マット・デイモン                                                              | ノミネート |        |
| ティーン・チョイス・アワード                     | チョイス・ムービーブレイクアウトスター | ジュード・ロウ                                                                | ノミネート |        |
| ティーン・チョイス・アワード                     | チョイス・ムービードラマ               | 『リプリー』                                                                  | ノミネート |        |
| ティーン・チョイス・アワード                     | チョイス・ムービーライアー             | マット・デイモン                                                              | ノミネート |        |
| 全米脚本家組合賞                                 | 脚色賞                                 | アンソニー・ミンゲラ                                                          | 受賞       |        |
| ブロックバスター・エンターテインメント・アワード | 助演男優賞                             | ジュード・ロウ                                                                | 受賞       |        |
| ボストン映画批評家協会賞                         | 作曲賞                                 | ガブリエル・ヤレド                                                            | 受賞       |        |
| 全米映画批評家協会賞                             | 助演男優賞                             | フィリップ・シーモア・ホフマン                                                | 受賞       |        |